# Mariano Catalina
Mariano Catalina y Cobo (Cuenca, 26 de julio de 1842-Madrid, 2 de octubre de 1913) fue un poeta, dramaturgo, escritor y político español, diputado y senador en las Cortes de la Restauración.

## Biografía
Sobrino del también escritor y político Severo Catalina del Amo, se licenció en Derecho en Madrid. Fue redactor del semanario El Espíritu de Madrid en 1863, y colaborador de Gente Vieja y La Ilustración Católica; perteneció al Cuerpo Facultativo de Archiveros, Bibliotecarios y Arqueólogos desde 1866. Fue consejero del Reino y presidente del Tribunal de Cuentas, académico de la Real Academia Española desde 1881, diputado a Cortes en 1884 y senador del reino por la provincia de Guadalajara (1900), por la de Cuenca (1903-1904) y por derecho propio (1903-1911). Perteneció a la Unión Católica. También fue comendador de la Orden de Carlos III.
Editó una Biblioteca de Autores Castellanos y compuso una serie de piezas teatrales: El Tasso, Massaniello, No hay buen fin por mal camino, Luchas de amor y Alicia. Escribió además Leyendas históricas de artistas célebres, Leyendas piadosas de vidas de santos y Poesías, cantares y leyendas.